# Liste der Kulturdenkmäler in Buseck
Die folgende Liste enthält die in der Denkmaltopographie ausgewiesenen Kulturdenkmäler auf dem Gebiet  der Gemeinde Buseck, Landkreis Gießen, Hessen.
Hinweis: Die Reihenfolge der Denkmäler in dieser Liste orientiert sich zunächst an Ortsteilen und anschließend der Anschrift, alternativ ist sie auch nach der Bezeichnung, der vom Landesamt für Denkmalpflege vergebenen Nummer oder der Bauzeit sortierbar.
Kulturdenkmäler werden fortlaufend im Denkmalverzeichnis des Landes Hessen durch das Landesamt für Denkmalpflege Hessen auf Basis des Hessischen Denkmalschutzgesetzes (HDSchG) geführt. Die Schutzwürdigkeit eines Kulturdenkmals hängt nicht von der Eintragung in das Denkmalverzeichnis des Landes Hessen oder der Veröffentlichung in der Denkmaltopographie ab.

Das Vorhandensein oder Fehlen eines Objekts in dieser Liste ist keine rechtsverbindliche Auskunft darüber, ob es Kulturdenkmal ist oder nicht: Diese Liste entspricht möglicherweise nicht dem aktuellen Stand der offiziellen Denkmaltopographie. Diese ist für Hessen in den entsprechenden Bänden der Denkmaltopographie Bundesrepublik Deutschland und im Internet unter DenkXweb – Kulturdenkmäler in Hessen einsehbar. Auch diese Quellen sind, obwohl sie durch das Landesamt für Denkmalpflege Hessen aktualisiert werden, nicht immer aktuell, da es im Denkmalbestand immer wieder Änderungen gibt.
Eine verbindliche Auskunft erteilt allein das Landesamt für Denkmalpflege Hessen.
Nutze diese Kartenansicht, um Koordinaten in der Liste zu setzen. In dieser Kartenansicht sind Kulturdenkmale ohne Koordinaten mit einem roten bzw. orangen Marker dargestellt und können in der Karte gesetzt werden. Kulturdenkmale ohne Bild sind mit einem blauen bzw. roten Marker gekennzeichnet, Kulturdenkmale mit Bild mit einem grünen bzw. orangen Marker.

## Kulturdenkmäler nach Ortsteilen

### Alten-Buseck
| Bild                              | Bezeichnung                       | Lage                                                                                        | Beschreibung | Bauzeit                                            | Objekt-Nr. |
| --------------------------------- | --------------------------------- | ------------------------------------------------------------------------------------------- | --- | -------------------------------------------------- | ---------- |
| Gesamtanlage Daubringer Straße    | Gesamtanlage Daubringer Straße    | Daubringer Straße 11–49, 2–26 Lage                                                          | Hofreiten mit Fachwerkwohnhäusern und Scheunen |                                                    | 47029 DDB  |
| weitere Bilder                    | Hofburg                           | Alten-Buseck, Am Rinnerborn 70 LageFlur: 1, Flurstück: 337/8                                | Voluminöses klassizistisches Herrenhaus, Sockelgeschoss aus Bruchstein, Obergeschoss verschiefert, Nebengebäude, Mauerreste | 1817/18                                            | 47031 DDB  |
| weitere Bilder                    | Brandsburg                        | Alten-Buseck, Brandgasse 14, Kleegarten, Brandgasse 16 LageFlur: 2, Flurstück: 242/1, 242/2 | Barockes Herrenhaus und ehemaliges Wasserschloss, Fachwerkhaus, Garten, Mauerreste | 1735                                               | 47032 DDB  |
|                                   |                                   | Alten-Buseck, Daubringer Straße 4 LageFlur: 2, Flurstück: 209/3                             | Fachwerkwohnhaus, Eckständerauszier | 17. Jahrhundert                                    | 47033 DDB  |
|                                   |                                   | Alten-Buseck, Daubringer Straße 20 LageFlur: 2, Flurstück: 200                              | Verputztes Fachwerkwohnhaus | Frühes 18. Jahrhundert                             | 47034 DDB  |
|                                   |                                   | Alten-Buseck, Daubringer Straße 35 LageFlur: 2, Flurstück: 151                              | Verschindeltes Fachwerkwohnhaus, originale Eingangstür, Nebengebäude, Scheune | Ende 18., Anfang 19. Jahrhundert                   | 47035 DDB  |
|                                   |                                   | Alten-Buseck, Daubringer Straße 37 LageFlur: 2, Flurstück: 152                              | Verputztes Fachwerkwohnhaus, Scheune | Anfang 19. Jahrhundert                             | 47036 DDB  |
|                                   |                                   | Alten-Buseck, Daubringer Straße 39 LageFlur: 2, Flurstück: 153                              | Verputztes Fachwerkwohnhaus, Tordurchfahrt, Nebengebäude, Scheune |                                                    | 47037 DDB  |
|                                   |                                   | Alten-Buseck, Flußgasse 7 LageFlur: 2, Flurstück: 214/1                                     | Verputzes Fachwerkwohnhaus, Wappenstein | Um 1800                                            | 47038 DDB  |
|                                   |                                   | Alten-Buseck, Flußgasse 23 LageFlur: 2, Flurstück: 224                                      | Verputztes Fachwerkwohnhaus, vorkragendes Obergeschoss, Scheune, Nebengebäude, schmiedeeisernes Tor | vermutetes „hohes Alter“ (sichtbares Fachwerk)     | 47039 DDB  |
| Sachgesamtheit Jüdischer Friedhof | Sachgesamtheit Jüdischer Friedhof | Alten-Buseck, Friedhofstraße LageFlur: 2, Flurstück: 42                                     | Jüdischer Friedhof, als Gräberfeld innerhalb des Gemeindefriedhofs, Kulturdenkmal aus geschichtlichen Gründen. | Nicht bekannt                                      | 404714 DDB |
| weitere Bilder                    | Spritzenhaus                      | Alten-Buseck, Friedhofstraße 1 LageFlur: 2, Flurstück: 93/2                                 | Fachwerkhaus mit holzverschaltem Turm | 1. Hälfte 19. Jahrhundert, 1976 renoviert          | 47040 DDB  |
|                                   |                                   | Alten-Buseck, Friedhofstraße 3 LageFlur: 2, Flurstück: 94/3                                 | Verputztes Fachwerkwohnhaus | 17. Jahrhundert                                    | 47041 DDB  |
| Pumpstation                       | Pumpstation                       | Alten-Buseck, Friedhofstraße 14 LageFlur: 2, Flurstück: 112                                 | Ehemalige Pumpstation (Brunnen ehemals auf gegenüberliegenden Straßenseite), Originaltüren, Anbau | 1910                                               | 47042 DDB  |
| Ev. Pfarrkirche                   | Ev. Pfarrkirche                   | Alten-Buseck, Großen-Busecker Straße 1 LageFlur: 1, Flurstück: 176                          | Frühgotisch, Kirchenschiff mit geradem Ostabschluss und schlankem Westturm. Über dem gemauerten Turmschaft besteht der verschieferte Turmhelm aus einem kubusförmigen Untergeschoss aus Fachwerk, aus zwei achteckigen Mittelgeschossen und einer Welschen Haube. | 13. Jahrhundert                                    | 47043 DDB  |
| Bild gesucht BW                   |                                   | Alten-Buseck, Großen-Busecker Straße 2 LageFlur: 1, Flurstück: 70                           | Verputztes Fachwerkwohnhaus, Gasthaus, Kreuzung an der Kirche, Nebengebäude | 17. Jahrhundert                                    | 47044 DDB  |
| Bild gesucht BW                   |                                   | Alten-Buseck, Großen-Busecker Straße 4 LageFlur: 1, Flurstück: 71                           | Klinkerbauwohnhaus, geschweifter Giebel | Um 1900                                            | 47045 DDB  |
| Bild gesucht BW                   |                                   | Alten-Buseck, Großen-Busecker Straße 6 LageFlur: 1, Flurstück: 72                           | Hofreite, verputztes Fachwerkwohnhaus, Nebengebäude, Scheune, schmiedeeisernes Tor | 18. Jahrhundert                                    | 47046 DDB  |
| Bild gesucht BW                   |                                   | Alten-Buseck, Großen-Busecker Straße 8 LageFlur: 1, Flurstück: 73/1                         | Verputztes Fachwerkwohnhaus, ehemaliges Gasthaus, kassettierte Eingangstür, Hofpflasterung, Nebengebäude | um 1800                                            | 47047 DDB  |
| Bild gesucht BW                   |                                   | Alten-Buseck, Großen-Busecker Straße 19 LageFlur: 1, Flurstück: 169                         | Verputztes Fachwerkwohnhaus, Scheune | 18. Jahrhundert                                    | 47048 DDB  |
| Bild gesucht BW                   | Backhaus                          | Alten-Buseck, Grüner Rasen 1 LageFlur: 1, Flurstück: 155                                    | Schmuckloser rechteckiger Gemeinschaftsbau |                                                    | 47049 DDB  |
| Bild gesucht BW                   |                                   | Alten-Buseck, Grüner Rasen 8 LageFlur: 1, Flurstück: 144                                    | Verputztes Fachwerkwohnhaus, gehörte dem letzten Nachtwächters des Ortes | 17. oder 18. Jahrhundert                           | 47050 DDB  |
| Bild gesucht BW                   |                                   | Alten-Buseck, Hofburgstraße 5, Hofburgstraße 7 LageFlur: 1, Flurstück: 233, 234             | Verputztes Fachwerkdoppelwohnhaus, ehemalige Judengasse | Jüdischer Besitz im 18. und frühen 19. Jahrhundert | 47051 DDB  |
| Rathaus                           | Rathaus                           | Alten-Buseck, Schulstraße 3 LageFlur: 1, Flurstück: 66                                      | Ehemalige Schule, quadratischer Grundriss, Natursteinmauerwerk in unteren beiden Geschossen | 1840–42, 2. OG 1891                                | 47052 DDB  |

### Beuern
| Bild            | Bezeichnung                        | Lage                                                                       | Beschreibung | Bauzeit                                | Objekt-Nr. |
| --------------- | ---------------------------------- | -------------------------------------------------------------------------- | --- | -------------------------------------- | ---------- |
| Bild gesucht BW | Gesamtanlage historischer Ortskern | Beuern, Borngasse 3–15, 4, 6, Fünfhausen 2, Untergasse 3–5 Lage            | Historische Bebauung und Kern des Ortes um die Kirche |                                        | 47054 DDB  |
| weitere Bilder  | Ehem. Faselstall                   | Beuern, Bersröder Weg 3 LageFlur: 1, Flurstück: 365                        | Bruchsteinbau, kleiner Dachreiter mit Haube, Satteldach einseitig heruntergezogen, Holztore, vergitterte Fenster                                                                                       | Frühes 20. Jahrhundert                 | 47055 DDB  |
| weitere Bilder  | Kirche                             | Beuern, Borngasse 4, Untergasse LageFlur: 1, Flurstück: 1/1, 2/5           | Kirchenschiff als Nachfolge der abgerissenen mittelalterlichen Wehrkirche, aus der einige Ausstattungsstücke übernommen wurden; spätgotischer Westturm von 1354 mit Schießscharten und erneuertem Helm | 1847                                   | 47056 DDB  |
| weitere Bilder  | Pfarrhaus                          | Beuern, Borngasse 6 LageFlur: 1, Flurstück: 4                              | Natursteinquader, quadratischer Grundriss, Freitreppe | 1840er                                 | 47057 DDB  |
| weitere Bilder  |                                    | Beuern, Borngasse 15 LageFlur: 1, Flurstück: 133/1                         | Verputztes Fachwerkwohnhaus, Fachwerkscheune | 18. Jahrhundert                        | 47058 DDB  |
| weitere Bilder  |                                    | Beuern, Borngasse 22 LageFlur: 1, Flurstück: 11                            | Fachwerkeinhaus (Wohnhaus mit Scheune), Fachwerk mit rheinischen Einflüssen | 17. Jahrhundert                        | 47059 DDB  |
| weitere Bilder  |                                    | Beuern, Borngasse 25 LageFlur: 1, Flurstück: 126/1                         | Fachwerk-Wohnstallhaus, nördlicher Teil Scheune, Wohnteil erneuert, Mauer |                                        | 47060 DDB  |
| weitere Bilder  |                                    | Beuern, Borngasse 27 LageFlur: 1, Flurstück: 125                           | Hofreite, verputztes Fachwerkwohnhaus, Scheune | Ende 18. Jahrhundert                   | 47061 DDB  |
| weitere Bilder  |                                    | Beuern, Borngasse 29 LageFlur: 1, Flurstück: 124/1                         | Hofreite, Fachwerkwohnhaus, Scheune, Nebengebäude | Spätes 18. oder frühes 19. Jahrhundert | 47062 DDB  |
| weitere Bilder  |                                    | Beuern, Borngasse 33 LageFlur: 1, Flurstück: 122                           | Hofreite, Fachwerkwohnhaus, Fachwerkscheune, Hofpflaster, Nebengebäude | 18. Jahrhundert                        | 47063 DDB  |
| weitere Bilder  |                                    | Beuern, Borngasse 37 LageFlur: 1, Flurstück: 120                           | 2-teiliges Fachwerkgebäude mit Wohn- und Wirtschaftsteil, Mannfigur, Bleiglasfenster | 17. Jahrhundert (Wohnhaus)             | 47064 DDB  |
| weitere Bilder  |                                    | Beuern, Borngasse 39 LageFlur: 1, Flurstück: 119                           | Fachwerkwohnhaus, Andreaskreuze | Frühes 19. Jahrhundert                 | 47065 DDB  |
| Bild gesucht BW | Ehem. Dorfmühle                    | Beuern, Fünfhausen 1, Mühlgraben LageFlur: 1, Flurstück: 250/1, 254, 255/1 | Nach 1945 aufgegebene Dorfmühle, Mühlengebäude, Fachwerkwohnhaus teilw. abgerissen, Reste Mühlgraben, Mühlrad                                                                                          | 18. Jahrhundert                        | 47066 DDB  |
| weitere Bilder  |                                    | Beuern, Metzengasse 4 LageFlur: 1, Flurstück: 257                          | Verputztes Fachwerkwohnhaus, Einfriedung | 18. Jahrhundert                        | 47067 DDB  |
| weitere Bilder  | Schule                             | Beuern, Untergasse 3 LageFlur: 1, Flurstück: 3/2                           | Klinkerbau, Fenster in Nischen | Gründerzeit                            | 47068 DDB  |
| weitere Bilder  |                                    | Beuern, Untergasse 10 LageFlur: 1, Flurstück: 27                           | Fachwerkwohnhaus, Mannfigur im Obergeschoss, Eckständer mit Weinreben ausgeziert | Ende 17. Jahrhundert                   | 47069 DDB  |
| weitere Bilder  | Ehemalige Synagoge                 | Beuern, Untergasse 17 LageFlur: 1, Flurstück: 18                           | Fachwerkgebäude im Hinterhof, gebäudehohe Ständer, vermauerte Fenster, achteckige Giebelrosette, zwei Eingänge, 1938 geschändet, wegen enger Bebauung nicht in Brand gesteckt                          | 1855                                   | 47070 DDB  |
| weitere Bilder  |                                    | Beuern, Untergasse 18 LageFlur: 1, Flurstück: 47/1                         | Verputztes Fachwerkwohnhaus | 17. oder 18. Jahrhundert               | 47071 DDB  |
| weitere Bilder  | Ehem. Schule                       | Beuern, Untergasse 38 LageFlur: 1, Flurstück: 412                          | Schulgebäude mit anschließendem Erweiterungsbau | Nach 1900                              | 47073 DDB  |

### Großen-Buseck
| Bild                     | Bezeichnung                         | Lage | Beschreibung | Bauzeit                              | Objekt-Nr. |
| ------------------------ | ----------------------------------- | --- | --- | ------------------------------------ | ---------- |
| Bild gesucht BW          |                                     | Großen-Buseck, Anger 1–23, 2–22, Bismarckstraße 3–21, 2–22, Burghof 1, Ernst-Ludwig-Straße 1–5, Kaiserstraße 1–13, 2–20, Kirchstraße 1–7, 15–27, 2–18, Oberpforte 2–6, Schlossstraße 3–13, 17–47, 2–28A Lage | Zweiteilige Gesamtanlage, nördlicher Teil innerhalb ehemaliger Befestigungsanlage, südlicher Teil um Anger und Kirche |                                      | 47075 DDB  |
| Gesamtanlage Schützenweg | Gesamtanlage Schützenweg            | Großen-Buseck, Kaiserstraße 29-33, Schützenweg 1-11 Lage | Klinkerwohnhäuser | Frühes 20. Jahrhundert               | 47077 DDB  |
| Gesamtanlage Zeilstraße  | Gesamtanlage Zeilstraße             | Großen-Buseck, Zeilstraße 13-21 Lage | Hofreiten mit Wohnhäusern, Nebengebäuden und Scheunen | 19. Jahrhundert                      | 47078 DDB  |
| Jüdischer Friedhof       | Sachgesamtheit jüdisches Gräberfeld | Großen-Buseck, Am Judenbegräbnis LageFlur: 3, Flurstück: 76 | Jüdischer Friedhof und Mahnmal für die im Ersten Weltkrieg gefallenen Juden, Kulturdenkmal wegen seiner geschichtlichen Bedeutung im Sinne einer Gesamtanlage.                                                                                                   | 1769                                 | 404713 DDB |
| weitere Bilder           | Rathaus                             | Großen-Buseck, Anger 1 LageFlur: 1, Flurstück: 613 | Fachwerkhaus mit Anbau, bis 1826 Gerichtsgebäude, 1834–1922 Schule | 17. Jahrhundert, 1787 (Anbau)        | 47079 DDB  |
|                          |                                     | Großen-Buseck, Anger 2 LageFlur: 1, Flurstück: 611 | Fachwerkwohnhaus, Erdgeschoss verputzt, Freitreppe, gewölbter Keller | 18. Jahrhundert                      | 47080 DDB  |
| Backhaus                 | Backhaus                            | Großen-Buseck, Anger 3 LageFlur: 1, Flurstück: 612 | Natursteinquader | Ende 18. Jahrhundert, Klassizismus   | 47081 DDB  |
|                          |                                     | Großen-Buseck, Anger 4 LageFlur: 1, Flurstück: 608/1 | Fachwerkwohnhaus, ehemals Schulhaus | nach 1766                            | 47082 DDB  |
|                          |                                     | Großen-Buseck, Anger 9 LageFlur: 1, Flurstück: 671 | Verputztes Fachwerkwohnhaus, Gewölbekeller, gegenüber Backhaus | 1. Hälfte 18. Jahrhundert            | 47083 DDB  |
| Ehemalige Synagoge       | Ehemalige Synagoge                  | Großen-Buseck, Anger 10 LageFlur: 1, Flurstück: 600 | Fachwerkwohnhaus mit Vorhof und Freitreppe, ab 1844 Synagoge, 1938 geschändet, wegen enger Bebauung nicht in Brand gesteckt, Gedenkstein | Spätes 18. Jahrhundert               | 47084 DDB  |
|                          |                                     | Großen-Buseck, Anger 12 LageFlur: 1, Flurstück: 599/2 | Fachwerkwohnhaus, Füllungstür, Scheune | Um 1700                              | 47085 DDB  |
|                          |                                     | Großen-Buseck, Anger 13 LageFlur: 1, Flurstück: 673 | Fachwerkwohnhaus, geschnitzte Füllhölzer | Um 1700                              | 47086 DDB  |
|                          |                                     | Großen-Buseck, Anger 14 LageFlur: 1, Flurstück: 597/3 | Verputztes Fachwerkwohnhaus, alte Mauer | Mitte 18. Jahrhundert                | 47087 DDB  |
|                          |                                     | Großen-Buseck, Anger 19, Anger 17 LageFlur: 1, Flurstück: 679/2, 679/3 | Hofreite, verputztes Fachwerkwohnhaus, alte Tür, Nebengebäude, Scheune | 18. Jahrhundert                      | 47088 DDB  |
| weitere Bilder           | Bahnhof                             | Großen-Buseck, Bahnhofstraße 14, Bahnhofstraße 20 LageFlur: 1, Flurstück: 383/15, 383/17 | Langgestrecktes asymmetrisches Gebäude mit Formen des Heimatstils | Nach 1868                            | 47089 DDB  |
| weitere Bilder           |                                     | Großen-Buseck, Bahnhofstraße 27 LageFlur: 1, Flurstück: 355 | Klinkereckhaus, historisierend, Giebelaufbauten | 1901                                 | 47090 DDB  |
|                          |                                     | Großen-Buseck, Bismarckstraße 8 LageFlur: 1, Flurstück: 677/1 | Verputztes Fachwerkwohnhaus, trapezförmige Scheune | 18, Jahrhundert                      | 47091 DDB  |
|                          |                                     | Großen-Buseck, Bismarckstraße 13 LageFlur: 1, Flurstück: 709 | Hofanlage mit Ziegelwohnhaus, Nebengebäude, Scheune | Ende 19. Jahrhundert                 | 47092 DDB  |
|                          |                                     | Großen-Buseck, Bismarckstraße 22 LageFlur: 1, Flurstück: 690 | Fachwerkwohnhaus, Erdgeschoss seitlich erweitert und bedacht | 18. Jahrhundert                      | 47093 DDB  |
| Backhaus                 | Backhaus                            | Großen-Buseck, Ernst-Ludwig-Straße 4 LageFlur: 1, Flurstück: 761 | Quadersteinbau | Spätes 18. Jahrhundert, Klassizismus | 47094 DDB  |
| weitere Bilder           | Sachgesamtheit Schloss              | Großen-Buseck, Ernst-Ludwig-Straße 15, Der Burghof, Der Burghofsgarten, Am Schloßpark 2 LageFlur: 1, Flurstück: 1/19, 1/20, 2/11                                                                             | Neugotisches Schlossgebäude mit zwei rechtwinklig aufeinander treffende Flügeln und Freitreppe zum Schlosspark, Wirtschaftshof, Remise, Mauer, Burggrabenbrücke                                                                                                  | 1860                                 | 47095 DDB  |
|                          |                                     | Großen-Buseck, Grünberger Weg 2 LageFlur: 1, Flurstück: 34 | Fachwerkscheune mit hohem Natursteinsockel | 19. Jahrhundert                      | 47096 DDB  |
|                          |                                     | Großen-Buseck, Kaiserstraße 2 LageFlur: 1, Flurstück: 660/1 | Großvolumiges Fachwerkgebäude, Zwerchhaus, ab 1820 Bäckerei, ab 1881 Apotheke | Nach 1880, Klassizismus              | 47097 DDB  |
|                          |                                     | Großen-Buseck, Kaiserstraße 6 LageFlur: 1, Flurstück: 647/3 | Fachwerkwohnhaus | 2. Hälfte 18. Jahrhundert            | 47098 DDB  |
|                          |                                     | Großen-Buseck, Kaiserstraße 23 LageFlur: 1, Flurstück: 522/2 | Großvolumiges Wohnhaus mit verputztem Zierfachwerk, Rundfenster mit Klinkerumrahmung in Erdgeschoss | Gründerzeit                          | 47099 DDB  |
|                          |                                     | Großen-Buseck, Kaiserstraße 29 LageFlur: 1, Flurstück: 498/3 | Klinkerwohnhaus, Mittelrisalit, schmiedeeiserne Balkon | 1902                                 | 47100 DDB  |
| weitere Bilder           | Ev. Kirche                          | Großen-Buseck, Kirchstraße 1 LageFlur: 1, Flurstück: 614/1 | Einschiffiger Kirchenbau mit mächtigem Westturm, 5/8-Chor und schiefwinklig angeschlossenem Querhaus, was zu einer kreuzförmigen Gestalt führt; über der kreuzgratgewölbten Turmhalle eine Turmkapelle                                                           | 12. Jahrhundert                      | 47102 DDB  |
| Bild gesucht BW          | Kreuz                               | Großen-Buseck, Kirchstraße 1 LageFlur: 1, Flurstück: 614/1 | Gleicharmiges Sandsteinkreuz nördlich der Kirche |                                      | 47102 DDB  |
|                          |                                     | Großen-Buseck, Kirchstraße 5, Kirchstraße 7, Kirchstraße 15 LageFlur: 1, Flurstück: 625, 627, 628 | Fachwerkdoppelwohnhaus | 18. Jahrhundert                      | 47103 DDB  |
|                          |                                     | Großen-Buseck, Kirchstraße 15 LageFlur: 1, Flurstück: 629 | Verputztes Fachwerkwohnhaus | 17. Jahrhundert                      | 47104 DDB  |
|                          |                                     | Großen-Buseck, Kirchstraße 16 LageFlur: 1, Flurstück: 639/1 | Fachwerkwohnhaus, Werkstattanbau | Vor 1800                             | 47105 DDB  |
|                          |                                     | Großen-Buseck, Oberpforte 2 LageFlur: 1, Flurstück: 724/2 | Fachwerkwohnhaus, Mannfiguren |                                      | 47106 DDB  |
|                          |                                     | Großen-Buseck, Oberpforte 6 LageFlur: 1, Flurstück: 726 | Großvolumiges Fachwerkwohnhaus mit reich ausgearbeiteten Details im Obergeschoss | 17. Jahrhundert                      | 47107 DDB  |
| Bild gesucht BW          |                                     | Großen-Buseck, Oberpforte 9 LageFlur: 1, Flurstück: 294/3 | Großes Fachwerkhaus | ausgehendes 19. Jahrhundert          | 47108 DDB  |
| Ehem. Schule             | Ehem. Schule                        | Großen-Buseck, Oberpforte 11 LageFlur: 1, Flurstück: 294/2 | Zwei gleiche einander verlängernde Baukörper, ehemals HJ-Heim und DRK-Station | 1878, Spätklassizismus               | 47109 DDB  |
|                          |                                     | Großen-Buseck, Oberpforte 26 LageFlur: 1, Flurstück: 36 | Hofanlage, verkleidetes Fachwerkwohnhaus, Nebengebäude, inselartig an drei Seiten von Straßen umgeben | 18. Jahrhundert                      | 47110 DDB  |
|                          |                                     | Großen-Buseck, Oberpforte 28 LageFlur: 1, Flurstück: 37 | Fachwerkwohnhaus, ehemalige Schmiede | 18. Jahrhundert                      | 47111 DDB  |
|                          |                                     | Großen-Buseck, Oberpforte 32 LageFlur: 1, Flurstück: 41 | Verkleidetes Fachwerkwohnhaus, Nebengebäude | 18. Jahrhundert                      | 47112 DDB  |
|                          |                                     | Großen-Buseck, Oberpforte 42 LageFlur: 1, Flurstück: 48 | Hofanlage, Ziegelsteinwohnhaus, Nebengebäude, Scheune | Um 1900                              | 47113 DDB  |
|                          |                                     | Großen-Buseck, Schloßstraße 6 LageFlur: 1, Flurstück: 719 | Verputztes Fachwerkwohnhaus, Scheune | Um 1700                              | 47115 DDB  |
|                          |                                     | Großen-Buseck, Schloßstraße 10 LageFlur: 1, Flurstück: 717/1 | Fachwerkwohnhaus, Scheune |                                      | 47116 DDB  |
|                          |                                     | Großen-Buseck, Schloßstraße 19 LageFlur: 1, Flurstück: 739 | Hofreite, verputztes Fachwerkwohnhaus, Nebengebäude | Um 1700                              | 47117 DDB  |
|                          |                                     | Großen-Buseck, Schloßstraße 21 LageFlur: 1, Flurstück: 740 | Verkleidetes Fachwerkwohnhaus | Ende 17., Anfang 18. Jahrhundert     | 47118 DDB  |
|                          |                                     | Großen-Buseck, Schloßstraße 41 LageFlur: 1, Flurstück: 752/6 | Großvolumiges, verputztes Fachwerkwohnhaus, Nebengebäude | 2. Hälfte 17. Jahrhundert            | 47119 DDB  |
|                          |                                     | Großen-Buseck, Weidenstraße 12, Weidenstraße 14 LageFlur: 1, Flurstück: 57/1, 61/4 | Zwei giebelseitig anderliegende verputzte Fachwerkwohnhäuser | Um 1800                              | 47120 DDB  |
| Weißmühle                | Weißmühle                           | Großen-Buseck, Weidenstraße 55, Mühlgraben, Bei der Weißmühle LageFlur: 1, 14, Flurstück: 191/1, 191/2, 192, 193/1, 193/2, 194, 393, 396, 397                                                                | Mühlenkomplex nach Nordwesten offen, viergeschossiges Mühlengebäude und Wohnhaus in Klinkerbauweise, rechtwinklig angeschlossener Verbindungsbau (1900), rechtwinklig angeschlossener Fachwerkbau (1946), Nebengebäude mit regelmäßigem Fachwerk (1821), Gelände | 1627 Erwähnung, um 1900 Erneuerung   | 47121 DDB  |
| Wieseckbrücke            | Wieseckbrücke                       | Großen-Buseck, Wieseck LageFlur: 1, Flurstück: 1169/1 | „Brückelchen“, steinerne Bogenbrücke, Wahrzeichen des Orts | 1709 erstmals erwähnt                | 47101 DDB  |
| Schule                   | Schule                              | Großen-Buseck, Wilhelmstraße 11 LageFlur: 1, Flurstück: 619/1 | Einweihung 1922, symmetrischer, gestreckter Bau mit klassizistischen Anleihen, rundbogiges Hauptportal mit Freitreppe, Gaube mit Giebelfeld | Giebelinschrift 1915                 | 47122 DDB  |
|                          |                                     | Großen-Buseck, Zeilstraße 1 LageFlur: 1, Flurstück: 288/3 | Ziegelwohnhaus und geziegeltes Nebengebäude mit Fachwerkgiebel einer ehemaligen Hofanlage |                                      | 82449 DDB  |
|                          |                                     | Großen-Buseck, Zeilstraße 13 LageFlur: 1, Flurstück: 275 | Verputztes Fachwerkhaus, quadratischer Grundriss, ehemalige Ölschlagmühle | 18. Jahrhundert                      | 47123 DDB  |
|                          |                                     | Großen-Buseck, Zeilstraße 20, Zeilstraße 22 LageFlur: 1, Flurstück: 250, 253 | Fachwerkdoppelwohnhaus mit mittiger Tordurchfahrt, Scheunen |                                      | 47124 DDB  |
|                          |                                     | Großen-Buseck, Zeilstraße 21 LageFlur: 1, Flurstück: 270 | Fachwerkwohnhaus mit aufwendiger Gestaltung im Obergeschoss | Inschrift 1801, jedoch älter         | 47125 DDB  |
|                          |                                     | Großen-Buseck, Zeilstraße 25 LageFlur: 1, Flurstück: 267 | Verputztes Fachwerkwohnhaus, Scheune (1791), Nebengebäude | 18. Jahrhundert                      | 47126 DDB  |
|                          |                                     | Großen-Buseck, Zeilstraße 26 LageFlur: 1, Flurstück: 248/1 | Verputztes Fachwerkwohnhaus, hoher Sockel, flachbogiger Kellereingang, Freitreppe | 18. Jahrhundert                      | 47127 DDB  |

### Oppenrod
| Bild           | Bezeichnung              | Lage                                                  | Beschreibung | Bauzeit                      | Objekt-Nr. |
| -------------- | ------------------------ | ----------------------------------------------------- | --- | ---------------------------- | ---------- |
| weitere Bilder | Gesamtanlage Hauptstraße | Oppenrod, Hauptstraße 6–18 Lage                       | Dorfkern um die Kirche mit Hofanlagen mit Fachwerkwohnhäusern, Nebengebäuden und Scheunen                                 |                              | 47130 DDB  |
| weitere Bilder | Backhaus                 | Oppenrod, Hauptstraße 5 LageFlur: 1, Flurstück: 17    | Exponiert, aus der Straßenflucht tretender, schmuckloser kleiner Gemeinschaftsbau mit Fachwerkgiebel an der Kirchhofmauer | Im 20. Jahrhundert verändert | 47131 DDB  |
| weitere Bilder | Kirche                   | Oppenrod, Hauptstraße 7 LageFlur: 1, Flurstück: 16/2  | Rechteckraum mit Dachreiter ohne Chor, 1785 Umbau, 1978 querschiffartiger Erweiterungsanbau an der Südseite               | 1628 erstmals erwähnt        | 47132 DDB  |
| weitere Bilder |                          | Oppenrod, Hauptstraße 12 LageFlur: 1, Flurstück: 96   | Fachwerkwohnhaus, Mannfigur, Eckständerauszier, Scheune, Vordach über Hofeingang                                          | 1668                         | 47133 DDB  |
| weitere Bilder |                          | Oppenrod, Hauptstraße 16 LageFlur: 1, Flurstück: 94/3 | Fachwerkwohnhaus von Weitem im Straßenbild einsehbar, neuere aufgeschraubte Fachwerkimitation                             | 18. Jahrhundert              | 47134 DDB  |
| weitere Bilder |                          | Oppenrod, Hauptstraße 17 LageFlur: 1, Flurstück: 36/5 | Fachwerkwohnhaus, 1837 verändert, Mannfigur                                                                               | Um 1700                      | 47135 DDB  |

### Trohe
| Bild            | Bezeichnung              | Lage                                                               | Beschreibung | Bauzeit                      | Objekt-Nr. |
| --------------- | ------------------------ | ------------------------------------------------------------------ | --- | ---------------------------- | ---------- |
| Bild gesucht BW |                          | Trohe, Am Steg 3 LageFlur: 1, Flurstück: 28                        | Verputztes Fachwerkwohnhaus                                                                                          | Erste Hälfte 18. Jahrhundert | 47137 DDB  |
| Bild gesucht BW | Ehemalige Schule         | Trohe, Kurt-Schumacher-Straße 6 LageFlur: 1, Flurstück: 148/2      | Roter Ziegelsteinbau, kleiner Erweiterungsbau mit Dachreiter für Schulglocke                                         | 1892                         | 47138 DDB  |
| Bild gesucht BW | Überreste der Burg Trohe | Trohe, Mühlweg 3a LageFlur: 1, Flurstück: 145/7                    | Burg zur Sicherung des Flussübergangs an der Wieseck, Überreste 6 m × 20 m breiter Erdhügel, Mauerrest bei Am Steg 5 |                              | 47139 DDB  |
| Bild gesucht BW |                          | Trohe, Mühlweg 16 LageFlur: 1, Flurstück: 25                       | Teilweise verputztes Fachwerkwohnhaus, Scheune                                                                       | Spätes 18. Jahrhundert       | 47140 DDB  |
| Bild gesucht BW | Mittelsmühle             | Trohe, Mühlweg 31, Mühlweg 33 LageFlur: 9, Flurstück: 213/1, 213/2 | Fachwerkwohnhaus, Eingangstür, innere Treppenanlage aus Holz, Nebengebäude mit Untergeschoss aus Naturstein          | 1791, 1826                   | 47141 DDB  |

## Ehemalige Kulturdenkmäler nach Ortsteilen
| Bild            | Bezeichnung | Lage                                                               | Beschreibung | Bauzeit         | Objekt-Nr. |
| --------------- | ----------- | ------------------------------------------------------------------ | --- | --------------- | ---------- |
| Bild gesucht BW |             | Großen-Buseck, Schloßstraße 5/7/9 LageFlur: 1, Flurstück: 735, 736 | Dreifachwohnhaus unter einem Dach, verputztes Fachwerk, mit die ältesten Häuser im Ort, Gewölbekeller unter Nr. 5, Nebengebäude | 17. Jahrhundert |            |